# Антимонат натрия
Антимонат натрия — неорганическое соединение,
соль натрия и сурьмяной кислоты с формулой NaSbO3,
кристаллы,
не растворяется в воде,
образует кристаллогидраты.

## Получение
- Сплавление стехиометрических количеств оксидов сурьмы(V) и натрия:

{\displaystyle {\mathsf {Na_{2}O+Sb_{2}O_{5}\ {\xrightarrow {T}}\ 2NaSbO_{3}}}}
- Сплавление стехиометрических количеств оксида сурьмы(III) и карбоната натрия на воздухе:

{\displaystyle {\mathsf {Na_{2}CO_{3}+Sb_{2}O_{3}+O_{2}\ {\xrightarrow {860^{o}C}}\ 2NaSbO_{3}+CO_{2}}}}
- Разложение при нагревании гексагидроксоантимоната натрия:

{\displaystyle {\mathsf {Na[Sb(OH)_{6}]\ {\xrightarrow {T}}\ NaSbO_{3}+3H_{2}O}}}

## Физические свойства
Антимонат натрия образует кристаллы нескольких модификаций:
- тригональная сингония, пространственная группа P 3, параметры ячейки a = 0,52944 нм, c = 1,59469 нм, Z = 6;
- кубическая сингония, пространственная группа F d2m, параметры ячейки a = 1,022 нм;
- ромбическая сингония, пространственная группа P nma, параметры ячейки a = 0,543835 нм, b = 0,766195 нм, c = 0,538201 нм.

Не растворяется в воде и этаноле.
Образует кристаллогидрат состава NaSbO3•7H2O, который теряет воду при 200°С.
Гексагидроксоантимонат(V) натрия Na[Sb(OH)6] можно рассматривать как кристаллогидрат NaSbO3•3H2O.